# Ratchet & Clank (videojoc de 2016)
Ratchet & Clank és un videojoc d'aventures i plataformes desenvolupat per l'empresa Insomniac Games i publicat per Sony Computer Entertainment. És una reinvenció del primer videojoc de la sèrie, basat en l'adaptació cinematogràfica de Rainmaker Entertainment i Blockade Entertainment. El joc es va planejar originalment per ser llançat a la consola PlayStation 4 l'any 2015, però es va endarrerir, juntament amb la pel·lícula, fins a l'abril del 2016 per tal de donar-li al film una millor campanya de màrqueting i al joc un temps de poliment addicional.
A diferència de la pel·lícula de la qual es va basar, Ratchet & Clank va rebre crítiques positives després del llançament, i els crítics van elogiar especialment la jugabilitat general, les imatges, les armes, el disseny mundial i els controls.

## Recepció

### Crítiques
D'acord amb el lloc web de crítiques i revisions Metacritic, Ratchet & Clank va rebre "crítiques generalment favorables".
Chris Carter de Destructoid va elogiar els personatges, el ritme i la variada jugabilitat, dient que ara donarien la benvinguda a futurs jocs de Ratchet & Clank després d'haver pensat prèviament que la sèrie s'havia quedat sense força.24 Spencer Campbell d'Electronic Gaming Monthly va resumir les seves opinions amb: "Ratchet & Clank és un retorn a la forma de la sèrie, però qualsevol que busqui alguna cosa més que això pot estar decebut. El joc estira moltes de les cordes addictives de l'original, però també està empantanat per alguns segments més lents i passius".
Andrew Reiner, de Game Informer, va elogiar especialment les imatges del joc, lloant específicament la quantitat d'acció a la pantalla alhora i els dissenys dels entorns. Tot i que Reiner va pensar que la banda sonora era "bastant bona", sí que va trobar que alguns diàlegs "induïen a la por". Reiner va fer comentaris positius sobre el joc, amb la seva única crítica que les seccions que no se centren en l'acció de ritme ràpid trenquen el flux del joc. Finalment, va dir que "no podia deixar el joc".

### Ventes
El joc es va convertir en el joc minorista més venut al Regne Unit a la seva setmana de llançament. Les vendes de la nova versió en la seva setmana de llançament van triplicar les vendes de la setmana de llançament de A Crack in Time, el posseïdor del rècord anterior. La nova versió també es va convertir en el primer joc de la sèrie a debutar al núm. 1 de la llista de vendes de programari minorista, i va ser el títol més venut a PlayStation Store a Europa. El 29 de abril de 2016, es va anunciar que Ratchet & Clank va ser el títol més venut en tota la sèrie. Va ser el número 1 a les llistes australianes durant la setmana de llançament i es va convertir en el segon joc més venut al mes d'abril als EUA i a la PlayStation Store, convertint-ho en el millor llançament de qualsevol joc de la sèrie Ratchet & Clank. L'analista de NPD Group, Liam Callahan, va exclamar que aquestes vendes van recuperar l'èxit que no s'havia vist a la franquícia des de l'apogeu de l'era de PlayStation 2.